# Oreothlypis crissalis
Oreothlypis crissalis là một loài chim trong họ Parulidae.